# 도미오카마에역
도미오카마에역(일본어: 富岡前駅)은 일본 아이치현 이누야마시에 위치한 나고야 철도 히로미선의 철도역이다. 역 번호는 HM 01이며, 상대식 승강장 2면 2선의 구조를 갖춘 지상역이다.

## 타는 곳
| 1 | ■ 히로미 선 | 하행 | 신카니 · 미타케 방면 |
| 2 | ■ 히로미 선 | 상행 | 이누야마 방면        |

## 이용 현황
- 2013년 기준 : 850명

## 역 주변
- 교토 대학 영장류 연구소

## 인접 역
| 나고야 철도 히로미선         | 나고야 철도 히로미선 | 나고야 철도 히로미선     |
| ---------------------------- | -------------------- | ------------------------ |
| IY 15 이누야마 이누야마 방면 | ■ 히로미선           | 젠지노 HM 02 미타케 방면 |